# أمر بالاستدعاء
الأمر بالاستدعاء(بالإنجليزية: Subpoena)‏ أو مذكرة الإحضار أو أيضا طلب حضور الشهود هو إشعار كتابي صادر عن وكالة حكومية، في معظم الأحيان محكمة، لإجبار الشاهد على الشهادة أو إنتاج أدلة مهمة في قضية معينة. يمكن إرسال أمر الاستدعاء إلى أفراد من كلا طرفي الدعوة، كما يمكن إرساله أيضا إلى أطراف ثالثة (الشهود والخبراء، وما إلى ذلك) قد يكون وجودها ضروريا لإصدار حكم أو إيقافه. يتضمن أمر الاستدعاء في غالب الأحيان على تحذير ببعض العقوبات التي قد يتم اللجوء إليها في حالة عدم امتثال الشخص لأمر الحضور أو أيضا في حالة تقديمه لمعلومات مضللة للوكالة الحكومية (المحكمة). هناك نوعان شائعان من أوامر الاستدعاء المعروفة:
1. أمر الاستدعاء للشهادة، الذي يتم من خلاله توجيه أمر إلى شخص للحضور والإدلاء بشهادته في جلسة استماع أو محاكمة. يمكن لمذكرة الاستدعاء هذه أن تتطلب الحضور شخصيا أو تقديم الشهادة عبر الهاتف فقط. في حالة عدم الامتثال يتم اللجوء إلى تطبيق عقوبات على الشخص المستدعى.
2. أمر الاستدعاء لإحضار مستندات، الذي يأمر شخصا أو منظمة معينة بإحضار أدلة مادية أمام سلطة الأمر أو مواجهة عقوبة. يتم غالبا استخدام هذا الأمر لتوجه طلبات إرسال نسخ من الأدلة (أوراق أو مستندات أو ما إلى ذلك) إلى الطرف الطالب أو مباشرة إلى المحكمة.

## أصل التسمية

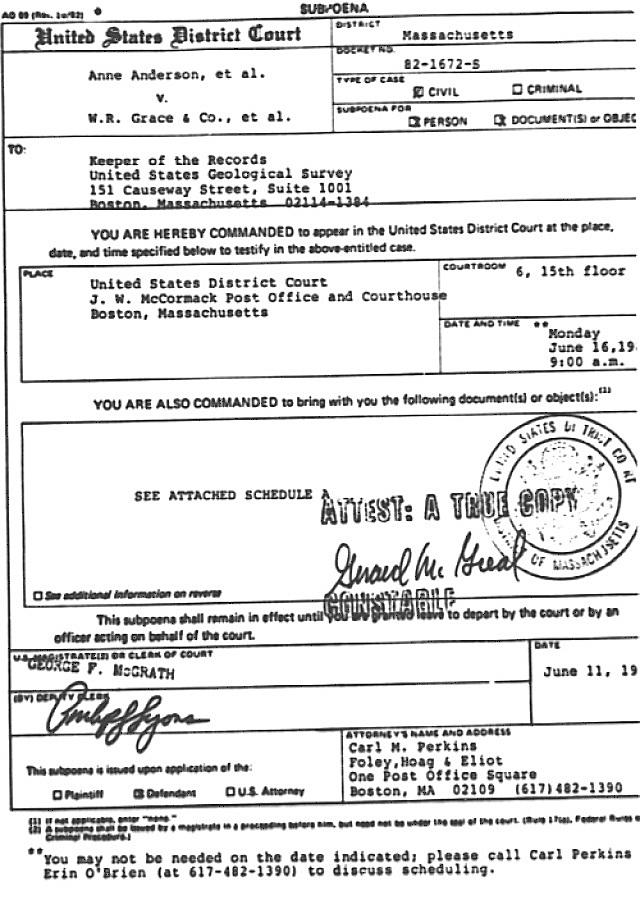
مثال واضح على أمر استدعاء في القضية المعروفة إعلاميا تحت اسم "قضية أندرسون ضد كريوفاك"، على خلفية التلوث الكيماوي للمياه الجوفية في ووبرن (ولاية ماساتشوستس).

ينحدر مصطلح امر الاستدعاء من كلمة suppena باللغة الإنجليزية الوسطى وكذا العبارة اللاتينية القديمة sub poena التي تعني «تحت عقوبة». وتنطق أيضا "subpena". أمر الاستدعاء له مصدره في القانون العام االإنجليزي، حيث أمه ومع التطبيق العالمي للقانون الإنكليزي العام، يتم استخدامه حاليا في جميع أنحاء العالم تقريبا. تاريخيا، يقال أن جون والتهام، أسقف سالزبوري، قد أنشأ أمر الاستدعاء في عهد الملك ريتشارد الثاني. مع ذلك، بالنسبة للإجراءات المدنية في إنجلترا وويلز، يتم حاليا استخدام مصطلح طلب حضور الشهود (بالإنجليزية: witness summons)‏، كجزء من الإصلاحات الرامية لاستبدال المصطلحات اللاتينية بأخرى من اللغة الإنجليزية المبسطة المفهومة للشخص العادي.

## التدبير

### الولايات المتحدة
تصدر مذكرات الاستدعاء عادة من قبل كاتب المحكمة نيابة عن القاضي الذي يرأس القضية. بالإضافة إلى ذلك، قد تسمح قواعد المحكمة للمحامين بإصدار أوامر الاستدعاء بأنفسهم بصفتهم موظفين في المحكمة. يتم عادة إصدار مذكرات الاستدعاء «على بياض» وتقع مسؤوليتها على عاتق المحامي الذي يمثل المدعي أو المدعى عليه، الذي تقدم باسمه لخدمة إنذار الشاهد بالمثول أمام القضاء. إذا كان أحد الشهود مترددا في الإدلاء بالشهادة، فعادة ما تكون خدمة الاستدعاء المخصصة مطلوبة في هذه الحالة مع إثبات بالتوصل، يقوم بها خادم غير تابع للأطراف.
بشكل عام، يكون على ورقة أمر الاستدعاء اسم المحكمة التي تم إيداع القضية فيها، بالإضافة إلى أسماء أطراف القضية، ويتم توجيهها بالاسم إلى الشخص الذي يتم البحث عن شهادته.
تتضمن ورقة الاستدعاء عبارات أمر تحث شخص المعني بالأمر على الحضور إلى المحكمة للإدلاء بشهادته أو لتقديم أدلة محددة. تكون ذات الورقة مصحوبة بوصف محدد للموقع والتاريخ والوقت الذي يجب على الشاهد احترامه. كما وتتضمن أيضا نظرة على بعض العقوبات والإجراءات القضائية التي يمكن اللجوء إليها في حالة عدم الامتثال، وكذا تذكيره بعدم مغادرة مرافق المحكمة حتى يتلقى إذنا بذلك من قبل السلطة المختصة. في بعض الحالات، يتم الدفع للشخص الذي يجب عليه الإدلاء بالشهادة أو تقديم المستندات.
بخلاف المحامين، يجب على المحاكمين الذين يدافعون عن أنفسهم بنفسهم (بدلا من توكيل محام) أن يطلبوا من كاتب المحكمة إصدار نماذج الاستدعاء رسميا عندما يحتاجون لاستدعاء شهود شخصيا أو عبر الهاتف، أو أيضا عندما يحتاجون إلى طلب مستندات رسمية ليتم إرسالها إليهم و/أو مباشرة إلى المحكمة. يجوز للطرف الآخر رفض أي مستندات لم يتم الأمر باستدعاءها إلى المحكمة أو التحقق منها من قبل الشاهد إشاعة، ما لم يتم استثناؤها بموجب قواعد الشائعات أو يسمح بها القاضي. في حالة ما إذا تم استدعاء الشاهد عن طريق مكالمة هاتفية بعيدة، يكون الطرف الطالب مسؤولا عن بدء المكالمة ومصاريفها. في هذا السياق تفرض معظم الولايات (بما في ذلك ولاية كاليفورنيا) قيودا إضافية على استخدام مذكرات الاستدعاء في القضايا الجنائية.
يحق للطرف المستدعى للشهادة معارضة إصدار أمر الاستدعاء إذا استخدم لأغراض غير سليمة، على غرار الاقتباس من وثائق لا صلة لها بالإجراءات أو الاستشهاد بالأشخاص الذين ليس لديهم أي دليل يقدمونه أو مذكرات استدعاء أو لغرض الإدلاء بشهادة سرية أو خاصة.

### أستراليا
في نيو ساوث ويلز، يمكن للمحكمة أن تضع أمر الاستدعاء بأكمله أو جزء منه جانبا على أساس أنها «سعي لتقصي الحقائق سرا». في قضية لوري ضد الأسترالية المحدودة للتأمين (Lowery v Insurance Australia Ltd (بالإنجليزية))، قضت محكمة الاستئناف في نيو ساوث ويلز بأنه في الحالات التي تعتبر فيها المستندات المطلوبة في جدول أمر الاستدعاء غير ذات صلة بمحضر النزاع، يجوز فيها وضع أمر الاستدعاء جانبا لأنه لا يوجد له أي غرض قانوني شرعي. كما اعتبرت أيضا أنه ليس من دور المحكمة إعادة صياغة أمر الاستدعاء وتضييق نطاقه ليشمل القضايا محل النزاع.

## حالات مشهورة
تعود إحدى حالات الأمر بالاستدعاء إلى سنة 1972 في قضية برانزبورغ ضد هايس: كنتيجة للتغطية التي قام بها أحد مراسلي النيويورك تايمز لحركة «الفهود السود» في كاليفورنيا، طلب منه الكشف عن المعلومات التي لديه حول هذه الحركة التي كانت تعتبر إرهابية في ذلك الوقت. تم تقديم القضية إلى المحكمة العليا الأمريكية، وتمت تسوية القضية بالقول إن الصحفيين لا يمكنهم الدفاع عن سرية المصادر أمام العدالة الفيدرالية. مع ذلك، فإن العدالة في كل ولاية أمريكية تميل إلى حماية الصحفيين واحترام حقهم في الحفاظ على سرية مصادرهم.
قضية أخرى لاتقل شهرة عن سابقتها عرفت إصدار أمر بالاستدعاء بدأت أولى أحداثها في 20 أكتوبر 1973، خلال ما سمي حينها باسم مجزرة ليلة السبت. في أعقاب فضيحة ووترغيت، قام المدعي الخاص المستقل أرشيبالد كوكس بتسليم مذكرة استدعاء إلى الرئيس ريتشارد نيكسون فرفض الامتثال، وأمر بعزل المدعي الخاص المستقل من قبل الوكيل العام الأمريكي روبرت بورك، هذا الأخير الذي امتثل لأوامر الرئيس وقام بتسريحه على عكس النائب العام الأمريكي ونائبه اللذان رفضا إقالة كوكس فقدما استقالتهما على الفور.
قوبل هذا التصرف الذي اعتبر آن ذاك سوء استخدام لسلطة رئاسة الولايات المتحدة بجملة من الردود والانتقادات الموجهة لنيكسون، انتهت كل هذه الأحداث بتقديم نيكسون لاستقالته من منصب رئاسة الولايات المتحدة، بعد أن أدرك أنه سيتعرض لإجراءات سحب الثقة المؤكدة وبالتالي العزل من المنصب.